# 3601 Velikhov
3601 Velikhov este un asteroid din centura principală, descoperit pe 22 septembrie 1979 de Nikolai Cernîh.